# يمين الله (ألبوم)
 يمين الله هو البوم للفنانة السورية أصالة نصري، تم إصداره عام 2000.

## قائمة الأغاني
- أنت وانا - 7:05
- أي حاجه  - 9:57
- حقيقه واقعيه  - 7:08
- ساعدني - 6:34
- تمن الخيانة  - 6:27
- يالناطر  - 5:03
- يمين الله  - 4:30